# Zaharești
Zaharești es una localidad del norte de Rumania, en el distrito de Suceava. Zaharești pertenece a la comuna de Stroiești. Tiene aproximadamente 850 habitantes.
La comuna de Stroiești comprende tres núcleos urbanos: Vâlcelele, Zaharești y Stroiești, que es el centro administrativo y sede del ayuntamiento. Se encuentra a unos 12 km de Suceava y 350 km de Bucarest.

## Iglesia de San Demetrio
La Iglesia de San Demetrio (en rumano: Biserica Sfântul Dumitru din Zaharești) fue fundada por el magistrado Nicoară Hâra sobre el año 1542.Esta construcción se encuadra en una serie de edificios eclesiásticos construidos en la época de Esteban el Grande (1457-1504), aportanso nuevos elementos. Todo el conjunto de la iglesia ha sido incluido en la lista de monumentos históricos de la provincia de
Suceava.

## Personas ilustres
- Ion Grămadă (1886-1917) fue un escritor, publicista e historiadosr.Héroe de la I Guerra Mundial, fue muerto en la Batalla de Cireșoaia. Un busto y memorial en su honor, sobre una colina cercana al pueblo, lo recuerdan.